# Farsetia latifolia
Farsetia latifolia là một loài thực vật có hoa trong họ Cải. Loài này được Jonsell & A.G.Mill. mô tả khoa học đầu tiên năm 1986.